# パーヴェル・フロレンスキイ

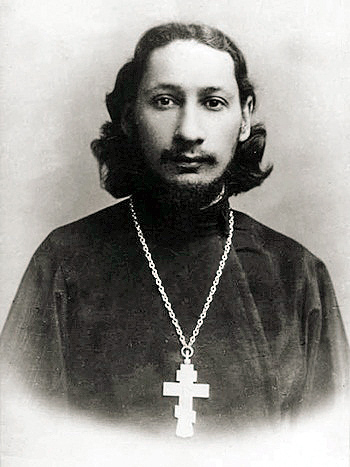
パーヴェル・フロレンスキイ

パーヴェル・アレクサンドロヴィチ・フロレンスキイ（ロシア語: Па́вел Алекса́ндрович Флоре́нский, Pavel Alexandrovich Florensky、1882年 - 1937年）は、ロシア正教会の司祭、神学者、宗教学者、哲学者、歴史家、文献学者、詩人、数学者、技術者、発明家、音楽家、言語学者。モスクワ神学大学の教授を務めた。
上述の、学者・芸術家としての彼に向けられる多くの称が示すように、神学・哲学のほか、理系分野、芸術領域においても才能を発揮したことから、ロシアのレオナルド・ダ・ヴィンチと呼ばれる事もある。

## 略歴
- トビリシ（現グルジア）で少年時代を過ごす。
- 1904年 - モスクワ大学数学部を卒業。

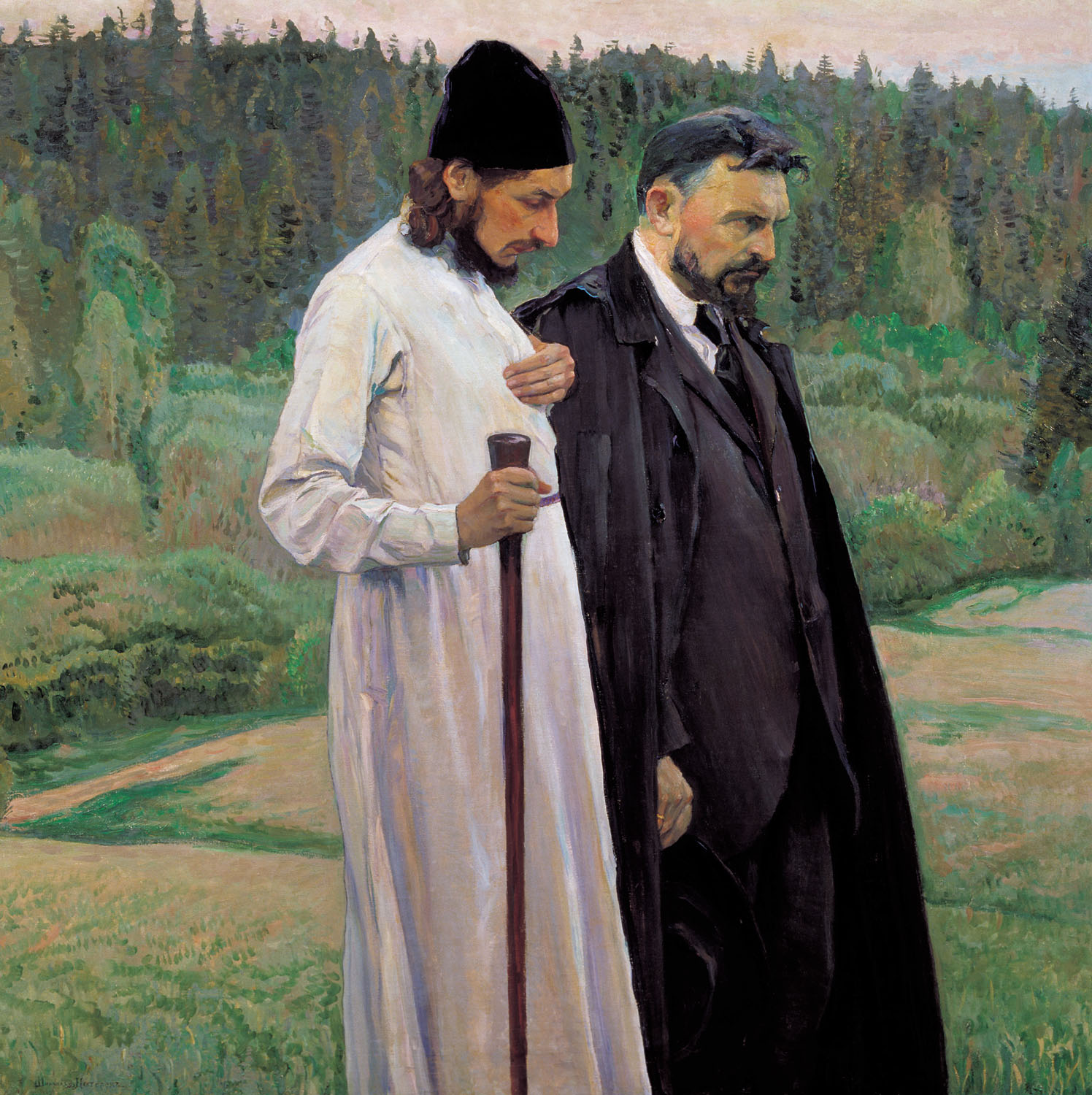
『哲学者』（画：ミハイル・ネステロフ、トレチャコフ美術館所蔵）。左の白いポドリャスニクを着てスクフィヤを被っている人物がパーヴェル・フロレンスキイ。右の黒いスーツ姿の人物はセルゲイ・ブルガーコフ。

- 1908年 - モスクワ神学大学の職員となる。
- 1911年 - 司祭に叙聖される。
- 1914年 - 学位論文『真理の柱と基礎』（副題：12通の正教的弁神論についてのエッセー）を出版。大きな反響を呼ぶ。哲学者ニコライ・ロースキイ（ウラジーミル・ロースキイの父）がこの著作によって正教信仰に復帰。
- 1917年 - ロシア革命後、ソヴィエト・ロシアの電気産業の中央アカデミアのメンバーに任命される。毎回の会議・講演において常に黒衣と胸掛け十字架という司祭の服装を身に着け続ける。
- 1933年 - 司祭職を捨てる事を拒否したため、シベリアの収容所に送られる。
- 1937年 - 強制労働収容所において死去。

## 邦訳
- 桑野隆ほか（訳）『逆遠近法の詩学―芸術・言語論集』水声社、1998年9月。ISBN 4-89176-371-X
西欧の遠近法とはまったく異なる「逆遠近法」によってロシアのイコン画の特殊性を論じた表題作など